# جرمی هانت (دوچرخه‌سوار)
جرمی هانت (اسپانیایی: Jeremy Hunt‎؛ زادهٔ ۱۲ مارس ۱۹۷۴) دوچرخه‌سوار اهل بریتانیا است.
از باشگاه‌هایی که در آن رکاب زده‌است می‌توان به تیم موویستار، سایکل کولستروپ، تیم دوچرخه‌سواری کردیت اگریکول، و تیم اسکای اشاره کرد.